# Charlot
Pour les articles homonymes, voir Charlot (homonymie).

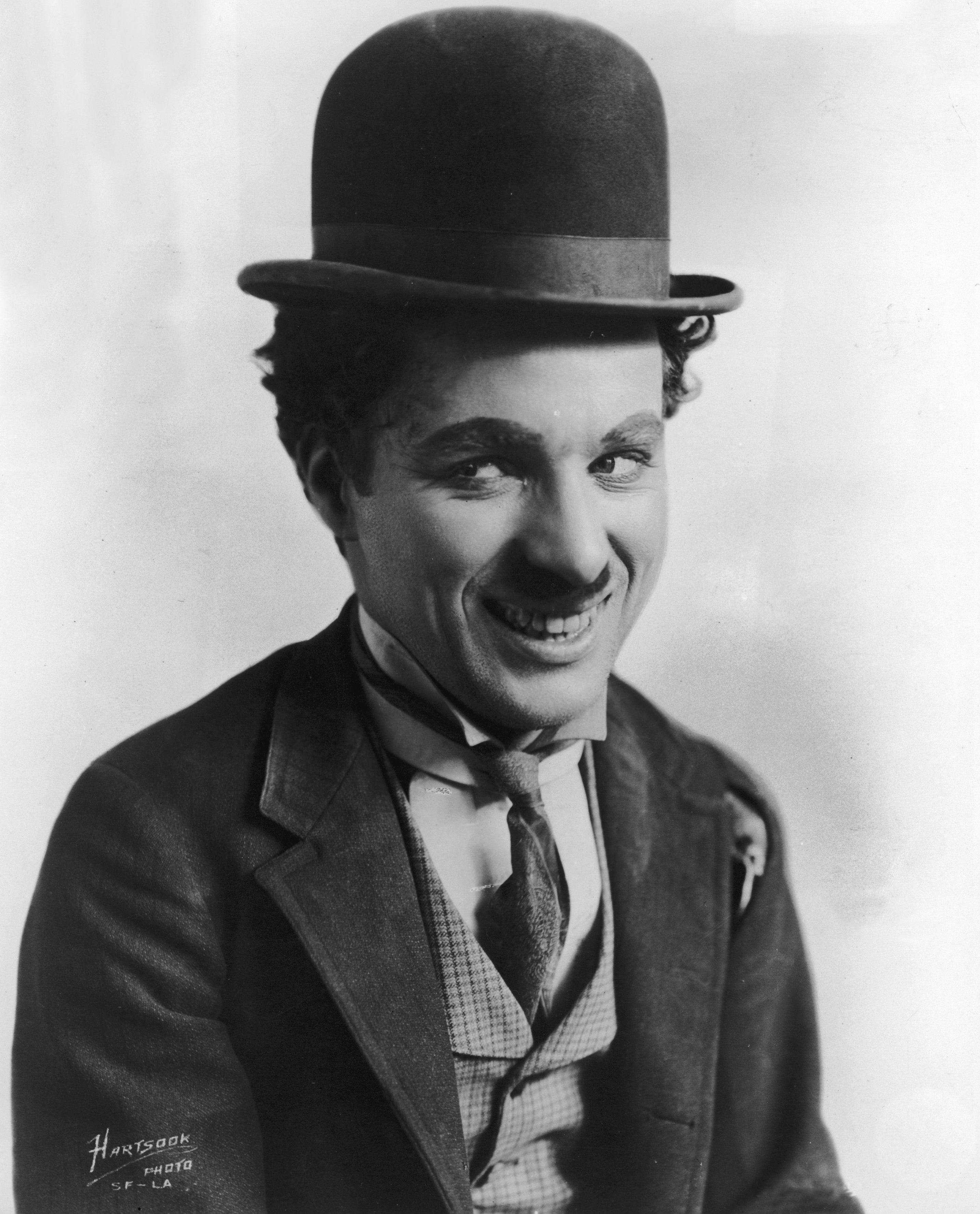
Charlie Chaplin dans le rôle de Charlot.

Charlot est un personnage de fiction, un vagabond interprété par l'acteur britannique Charlie Chaplin dans la plupart de ses films, plus précisément une soixantaine de films courts à partir des années 1910. Les films les plus connus dans lesquels il apparaît sont : Les Temps modernes (1936), La Ruée vers l'or (1925) ou encore Le Kid (1921).
Ce nom, qu'on lui donne dans plusieurs langues, est le diminutif du prénom de l'acteur, le personnage n'étant pas nommé en anglais, généralement désigné par l'expression « The Tramp » (le vagabond) ou plus ponctuellement « The Little Tramp » ou « The Immigrant » (l'immigrant).

## Origine
Le surnom « Charlot » a été inventé par le producteur Jacques Haïk, découvreur en France du premier film de Charlie Chaplin, et importateur de ses films.
Charlot est apparu pour la première fois dans la comédie Charlot est content de lui (Kid Auto Races at Venice, Cal.), réalisée par Henry Lehrman en 1914. En moins de trois ans, ce film court (7 minutes) a fait de Charlie Chaplin l'acteur comique le plus populaire au monde, étant notamment le premier personnage de cinéma associé aux produits dérivés (bandes dessinées et jouets).
Pourtant, en anglais, le personnage récurrent de Charlot n'a pas de nom. Il est connu comme The Tramp (le vagabond), The Little Tramp (le petit vagabond) ou The Immigrant (l'immigrant). Ces surnoms proviennent des titres de deux de ses films : The Tramp (1915) et The Immigrant (1917).
Les titres des films de Chaplin, bien qu'assez variés en anglais, ont été traduits en français en utilisant le nom de Charlot suivi de sa fonction dans le film : Charlot boxeur, Charlot policier, Charlot musicien, etc.
Le surnom « Charlot » est souvent assimilé à Charlie Chaplin lui-même, exemple réussi d'assimilation d'un nom de personnage à un comédien.

## Description

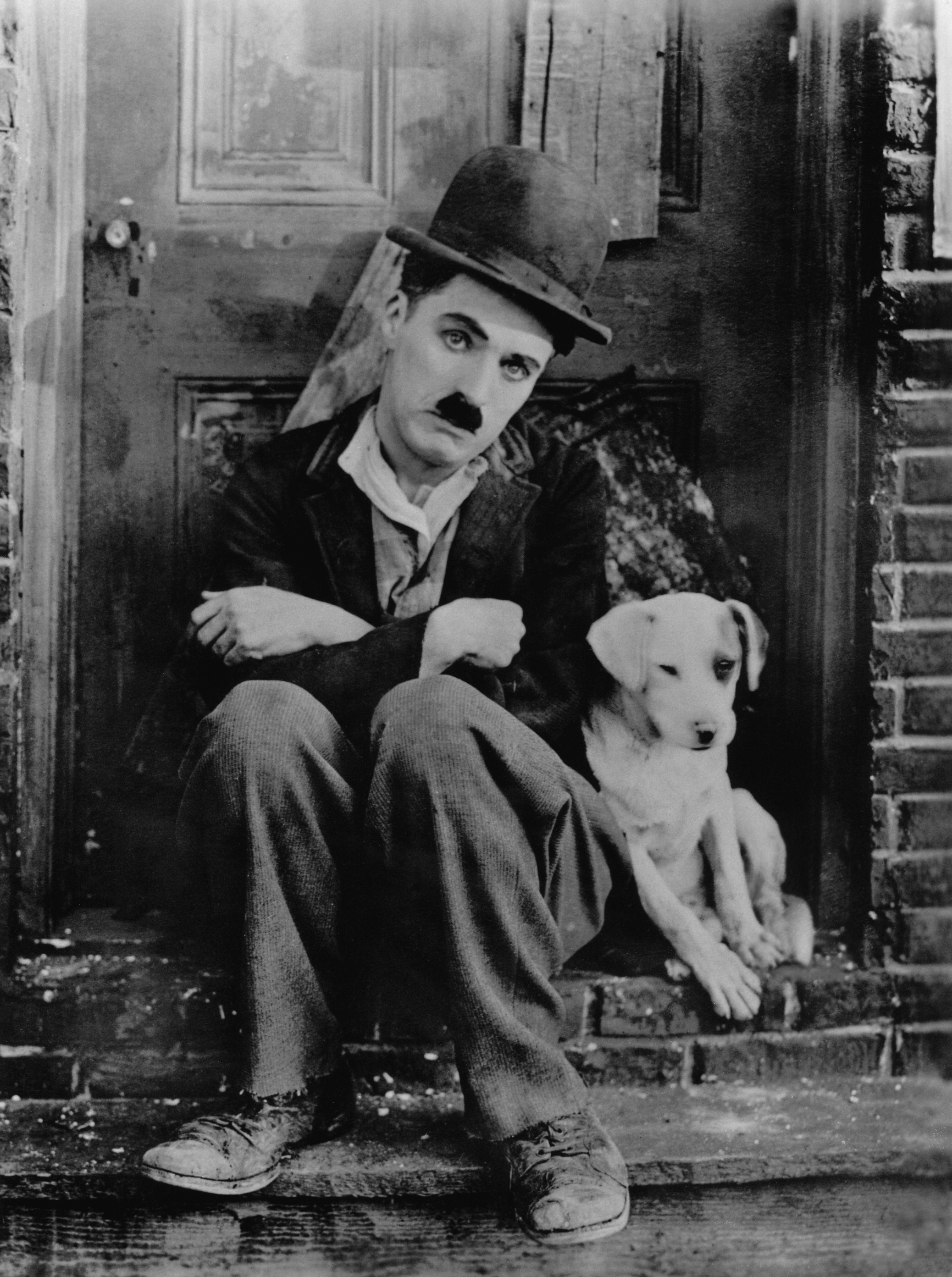
Charlot dans Une vie de chien (1918).

La légende rapporte que différents acteurs de la troupe de la Keystone inspirèrent ses attributs vestimentaires : pantalon flottant et tombant de Fatty (Roscoe Arbuckle), les souliers taille 49 de Ford Sterling, redingote noire étriquée sur un veston boutonné de Billy Gilbert, chapeau melon trop petit du père de Minta Durfee. Il arbore une moustache en brosse à dents et porte des cheveux noirs frisés. Sa démarche en canard est associée à son pantalon flottant, ses chaussures trop grandes et sa canne souple en bambou. Cette allure lui vaudra la réputation de « vagabond » misérable et roué, asocial et obstiné, révolté et sentimental.
Le début des films consiste souvent en une recherche de nourriture, Charlot étant affamé et sans le sou (exemple : The Circus (le Cirque). Le personnage a des réactions très inattendues, imprévisibles : il est souvent maladroit (surtout quand il ne le faudrait pas), galant voire joli cœur par moments, et surtout astucieux pour se sortir sans encombre du pétrin dans lequel il ne manque pas une occasion de se plonger. Sa capacité de réaction immédiate, totalement déconcertante pour ses antagonistes, lui est précieuse et Chaplin insistait beaucoup sur cet aspect du personnage.

## Évolution
Le personnage de Charlot évolue considérablement entre 1914 et 1936 : dans les premiers films tournés pour la Keystone, le vagabond se révèle le plus souvent farceur, malin, et malchanceux, sans qu'aucun trait de sa sensibilité ne transparaisse. L'objectif étant d'amuser le public, les scénarios se révèlent souvent rudimentaires, fondés sur des situations loufoques. Charlie Chaplin, confronté à cette réalité, peine d'abord à l'accepter : 
« Sennett me prit à part et m'expliqua leur méthode de travail : " Nous n'avons pas de scénario - nous trouvons une idée et nous inventons la suite des événements jusqu'à ce qu'elle nous mène à une course-poursuite, qui est l'essence de nos comédies ". Cette méthode était édifiante, et personnellement, je détestais les courses-poursuites. Elles gomment l'individualité ; je savais bien peu de chose sur le cinéma, mais j'étais certain que rien ne pouvait surpasser l'individualité ».- My Autobiography (London, 1964), p. 151 
Charlot apparaît donc d'abord comme un personnage têtu et problématique, dans la droite ligne des studios Keystone : sa première apparition dans Charlot est content de lui en février 1914 inaugure cette dimension de sa personnalité. On la retrouve ensuite dans L’Étrange Aventure de Mabel (Mabel's strange predicament) où le personnage, porté sur la boisson, se montre peu courtois avec une jeune fille qu'il veut séduire (Mabel Normand). Un autre film révélateur de ce caractère tapageur est Charlot fait du cinéma (A Film Johnnie) dans lequel le vagabond, exalté, sème volontairement une grande pagaille sur les plateaux de la Keystone. Dans Charlot papa (His Trysting Places), Charlot expérimente la paternité pour la première fois, mais se révèle là encore plutôt irresponsable, laissant son enfant dans des situations dangereuses, avant de tomber dans une série de quiproquos conjugaux.

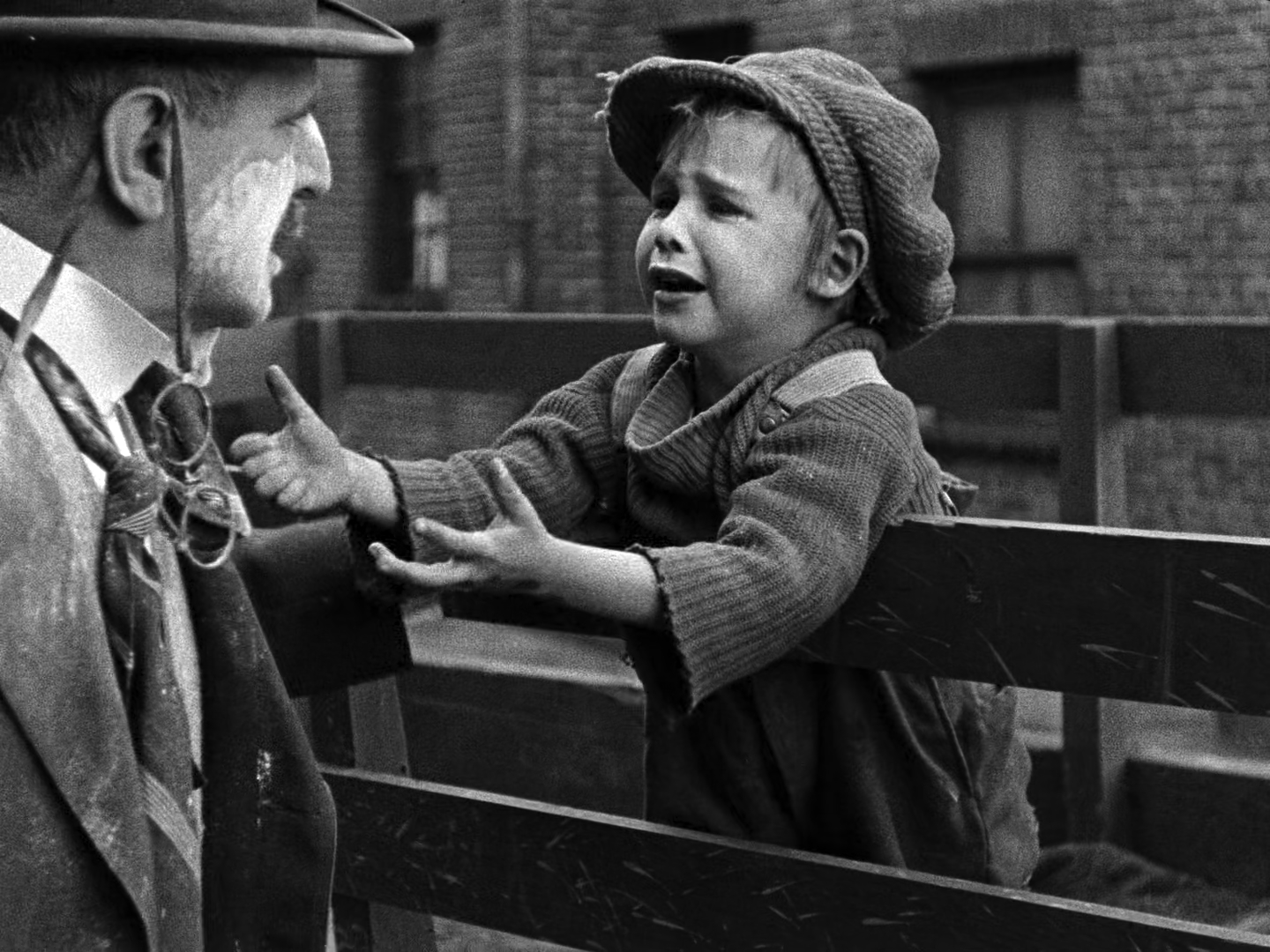
Le être enlevé par les services sociaux. Charlot, son père adoptif, fera tout pour le récupérer.

Les années passant, Chaplin étoffe son personnage et le fait mûrir, sans néanmoins limiter sa dimension comique : le personnage prend progressivement part aux grands événements du monde, comme l'immigration massive aux États-Unis (The Immigrant), ou la guerre, durant laquelle il noue des attaches fondées sur l'entraide, tandis qu'il éprouve la vie des tranchées (Charlot soldat, en 1918). Le personnage se montre également capable de développer une plus grande affection pour certaines créatures, comme dans Une vie de chien (A Dog's Life, en 1918) où le vagabond s'attache à un chien blanc. Le Kid (The Kid) en 1921 cristallise ces progrès : Charlot développe en profondeur sa dimension humaine, alors qu'il prend soin d'un enfant (Jackie Coogan) et se montre prêt à tout pour le protéger des services sociaux qui veulent le lui retirer.

Par la suite, Chaplin n'aura de cesse d'approfondir la sensibilité de son personnage. Dans La Ruée vers l'or (The Gold Rush, 1925), Charlot se montre relativement prévenant avec Big Jim (Mack Swain), compagnon rendu irascible par la faim. Son rapport à l'amour, lui, ne se limite plus à de grossières tentatives de séduction, mais à une réelle attache pour la personne aimée : alors qu'il nourrit de secrets sentiments pour Georgia (Georgia Hale), Charlot est profondément blessé lorsqu'il se rend compte que la jeune femme lui a fait faux bond pour le Nouvel An, lui qui rêvait de passer les fêtes en sa compagnie. Ces sentiments ne sont plus extériorisés, mais simplement suggérés par les regards attristés de Charlot à la caméra. Ils rappellent que malgré sa grande dimension comique, le vagabond est avant tout un solitaire et que personne ne veut vraiment s'attacher à lui : en témoigne également la séquence finale du Cirque (The Circus) en 1928, dans laquelle le personnage se retrouve seul, assis et pensif, au milieu du cercle formé par la piste, tandis que le convoi des caravanes s'éloigne sans lui. Ces thématiques seront plus tard reprises dans Les lumières de la ville (City Lights, 1931), au cours duquel Charlot noue une amitié protectrice à l'égard d'un millionnaire suicidaire (Harry Myers), ou Les Temps modernes (The Modern Times, 1936), alors que le vagabond marque son attachement pour une jeune fille incarnée par Paulette Goddard. 

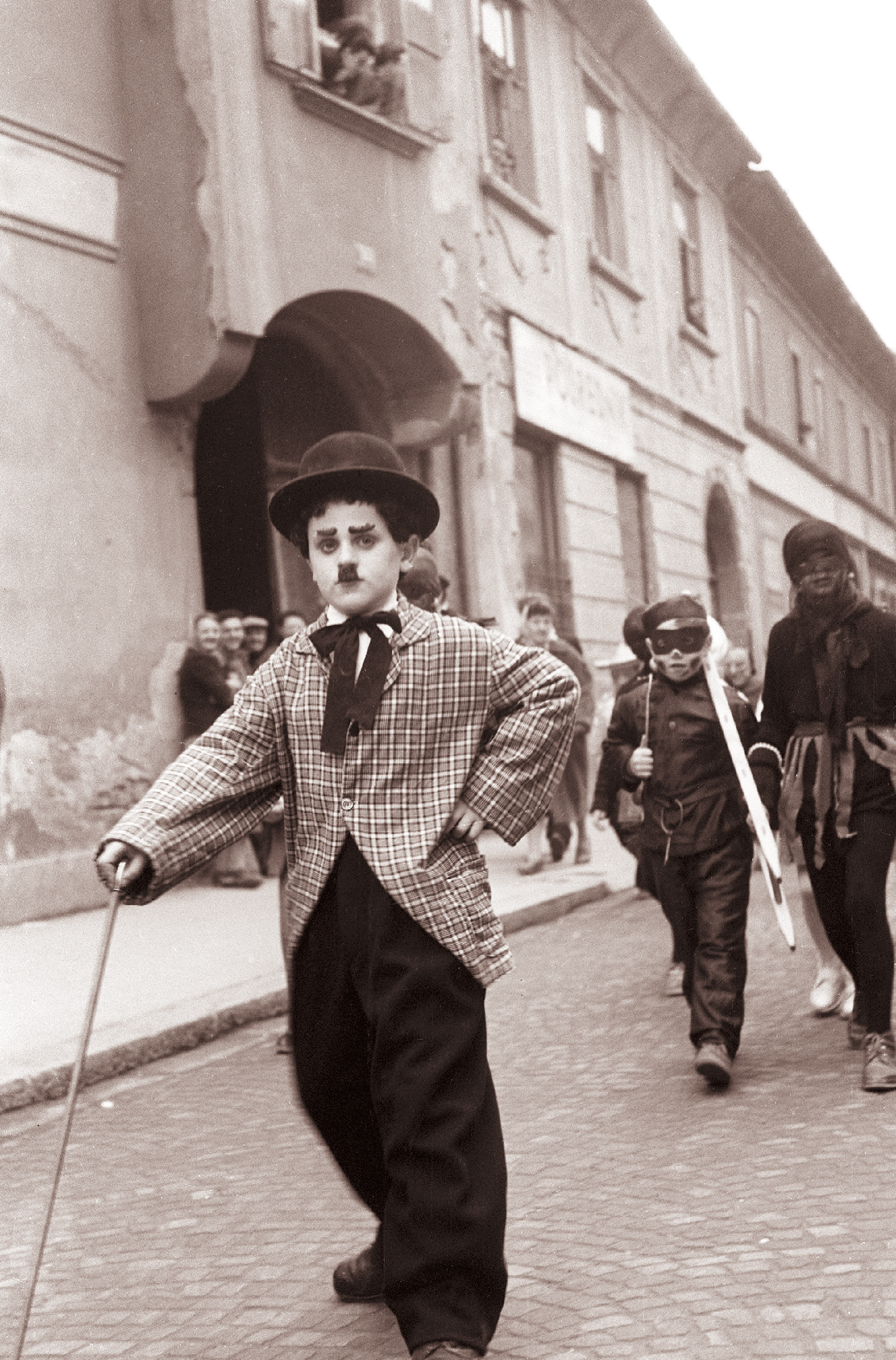
Nombreux sont les exemples témoignant de la notoriété et de la popularité quasiment mondiale de Charlot depuis un siècle. Ici, en 1961, un enfant grimé et costumé en s'inspirant du personnage, lors d'un carnaval à Maribor (à l'époque en Yougoslavie, aujourd'hui en Slovénie).

Des caractéristiques du personnage se retrouvent encore dans Le Dictateur (The Great Dictator, 1940), bien que Chaplin n'incarne plus Charlot, mais un petit barbier juif qui lui ressemble fortement. Idem en 1952 : certains aspects de l'humour du vagabond apparaissent toujours chez le clown Calvero, incarné par Chaplin lui-même dans son film Les Feux de la rampe (Limelight). Comme Charlot, Calvero sait se montrer drôle et détaché face à certaines situations, mais cache en fait de nombreuses blessures. L'une des dernières scènes du film réunit d'ailleurs Chaplin et Buster Keaton, autre acteur qui avait aussi, à sa façon, créé un grand personnage dans l'univers du cinéma muet.

## Dans la culture populaire
Le mot « Charlot », dérivé du personnage de Charlie Chaplin, est entré dans le langage courant. Un charlot est une personne que l'on ne peut pas prendre au sérieux, d'où le nom du groupe de fantaisistes français, les Charlots.
Personnage emblématique du septième art, il a exercé une influence bien au-delà du monde du cinéma, notamment sur le critique littéraire Albert Thibaudet et sur l’écrivain Henri Michaux.

### Travaux universitaires
- Mariange Ramozzi-Doreau, sous la direction d'André Gardies, Charlot au cœur de l'écriture cinématographique de Chaplin, thèse de doctorat en cinéma, université Louis Lumière, Lyon 2, 2000, 565 p. en deux volumes, avec 1 cassette vidéo. Texte intégral[8].
- Nathalie Gillain, « Charlot, une source d’inspiration pour Henri Michaux : de la figuration de mouvements à la subversion des genres littéraires », Études françaises, vol. 55, no 2,‎ 2019, p. 95-113 (lire en ligne).

### Autres
- Jeffrey Vance, Chaplin chez Keystone, la naissance de Charlot, 2010. Livret de 40 pages fourni avec le coffret DVD La naissance de Charlot, The Keystone comedies - 1914. Le livret propose un commentaire sur chacun des 35 films de Chaplin tournés pour la Keystone, et des explications sur la genèse du personnage de Charlot.
- Radio (France Culture) - Jean-Pierre Pagliano, Chaplin après Charlot (Les Mardis du cinéma, 29 avril 1986). Avec la participation de Claude Chabrol, Henri Colpi, Pierre Etaix.